# 笠井順八

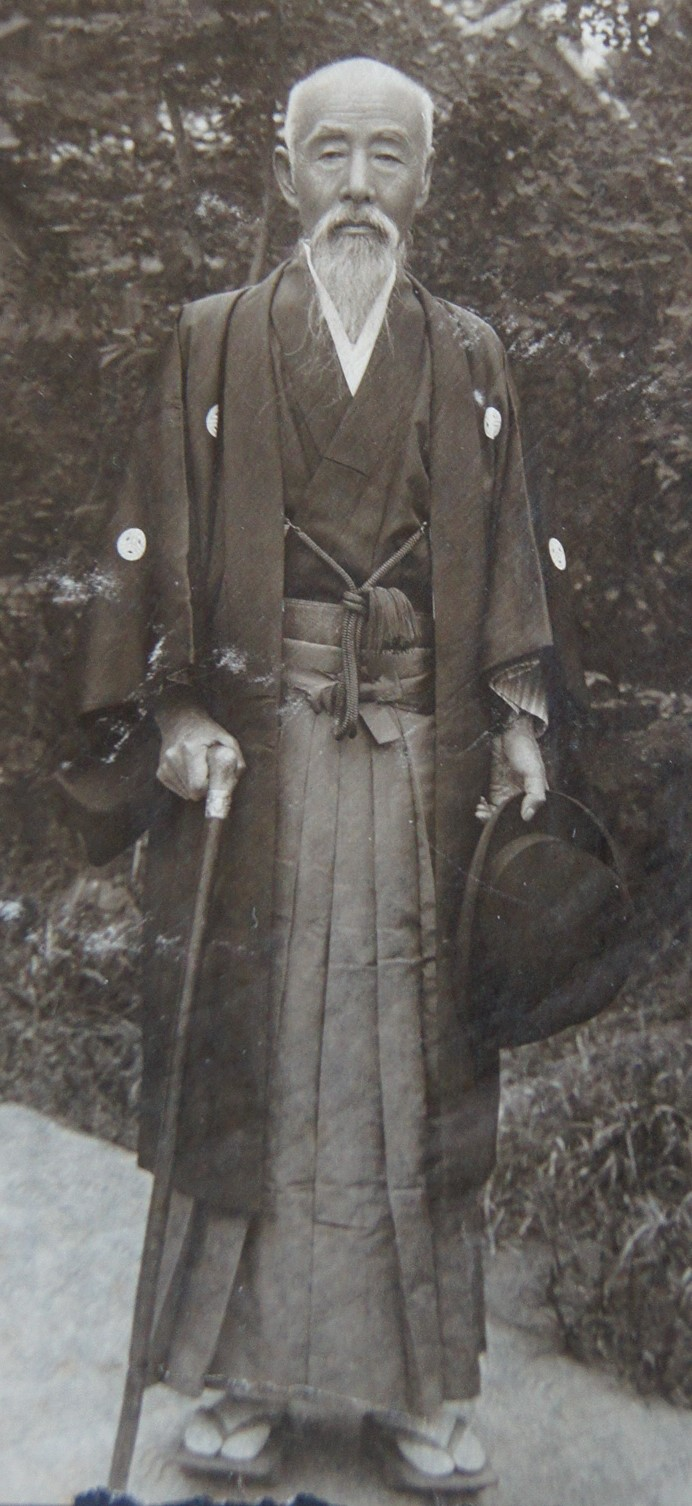
笠井順八

笠井 順八（かさい じゅんぱち、1835年5月31日（天保6年5月5日） - 1919年（大正8年）12月31日）は、日本の実業家。太平洋セメントの前身の小野田セメント創業者。

## 来歴・人物
長州藩士有田甚平の三男に生まれ、のちに笠井英之進の養子となる。藩校明倫館に学ぶが、1851年（嘉永4年）、成績上位者が藩主毛利敬親に講義する「御前講」に選ばれながら家格の低さゆえに外されたことを機に退学し、以後は独学で学んだ。1858年（安政5年）より藩に出仕し1868年（明治元年）までに郡奉行、御蔵元役所本締役などを歴任した。
1873年（明治6年）より山口県勧業局長などを務めたが、長州藩の修甫米金（現金50万円余と米5万石余）の使い道を巡って木戸孝允と対立した。身分に分け隔てなく用いようとした笠井に対して木戸は士族向けと平民向けに分割しようとした。翌1874年（明治7年）に木戸案の通り、山口県勧業局は士族のための授産局と平民のための協同会社に分けられたことで、笠井は山口県を辞して自力で殖産事業に取り組んだ。
笠井は1875年（明治8年）ごろから士族授産としてセメントに注目した。大蔵省土木寮建築局が東京府清住町に「摂綿篤製造所」を設立し、工部省深川製作寮出張所に移管され、宇都宮三郎が1875年5月に初めてセメントの生産に成功している。1879年（明治12年）、笠井は同郷の工部省製作頭平岡通義と工部頭井上馨へ、秩禄処分によって生活の糧を失った士族を救済する工場の必要性や国産セメント会社の必要性を説き、官営セメント工場で実習生を研修させることに成功する。そして内務省に就産金拝借願を提出し、6万1600円の申し出に対して2万5000円の借り入れが認められ、秩禄処分で支給された金禄公債を担保に資金調達して賄うなど、紆余曲折を経て1881年（明治14年）に旧士族38名による国内初の民間セメント製造会社「セメント製造会社」（小野田セメントの前身）を設立した。笠井は1901年（明治34年）11月まで社長として経営に携わった。

## 家族
- 実父・有田甚平 - 長州藩士
- 養父・笠井英之進
- 妻・ヒサ - 長州藩士・江村源藏二女
- 長男・笠井健次郎 - 妻崎炭鉱代表取締役
- 二男・笠井真三 - 長州藩士笠井勘右衛門の養子。小野田セメント製造社長。岳父に貴族院議員の原保太郎。
- 三女・横山キク - 横山達三の妻